# Jugendsozialarbeit
Jugendsozialarbeit ist eine Leistung der Kinder- und Jugendhilfe nach § 13 SGB VIII.

## Grundlage
Während es in der Jugendarbeit um eine allgemeine Förderung junger Menschen geht, ist es das Ziel der Jugendsozialarbeit, jungen Menschen sozialpädagogische Hilfen anzubieten, die dem Ausgleich sozialer Benachteiligung oder der Überwindung individueller Beeinträchtigungen dienen. Bereiche der Hilfen sind:
- schulische Bildung
- berufliche Ausbildung, Eingliederung in die Arbeitswelt
- soziale Integration.

## Handlungsfelder von Jugendsozialarbeit
Die Handlungsfelder der Jugendsozialarbeit sind:
- Jugendberufshilfe,
- Mobile Jugendarbeit / Streetwork
- Aufsuchende Jugendsozialarbeit,
- Migration/Integration (Jugendmigrationsdienste, Jugendmigrationsarbeit),
- Jugendwohnen,
- Geschlechtsspezifische Arbeit/Gender-Mainstreaming (früher: Mädchensozialarbeit),
- Schulsozialarbeit

Diese Hilfen sind ganzheitlich angelegt, d. h., neben der Vermittlung von beruflichen Fähigkeiten und Fertigkeiten sowie beruflicher Qualifikationen werden auch Personalisations- und Sozialisationshilfen angeboten.

## Träger der Jugendsozialarbeit
Träger von Jugendsozialarbeit sind in erster Linie die Einrichtungen der Trägergruppen, die in der BAG Jugendsozialarbeit bis Juni 2007 zusammengeschlossen waren. Daneben werden Maßnahmen der Jugendsozialarbeit aber auch von öffentlichen Trägern, von Bildungseinrichtungen des Handwerks und zunehmend auch von gewerblichen Trägern angeboten.
Die BAG Jugendsozialarbeit löste sich zum 30. Juni 2007 auf. Am 1. Juli 2007 startete stattdessen der Kooperationsverbund Jugendsozialarbeit seine Tätigkeit. Im Kooperationsverbund sind die Arbeiterwohlfahrt (AWO), die Bundesarbeitsgemeinschaften Evangelische und Katholische Jugendsozialarbeit (BAG EJSA und BAG KJS), die Bundesarbeitsgemeinschaft örtlich regionaler Träger der Jugendsozialarbeit (BAG ÖRT), das Deutsche Rote Kreuz (DRK), der Internationale Bund (IB) sowie der Paritätische Gesamtverband (kurz: DER PARITÄTISCHE) involviert.

## Finanzierung
Der weitaus größte Teil der berufsfördernden Maßnahmen der Jugendsozialarbeit wird von der Bundesagentur für Arbeit finanziert. Darüber hinaus kommen finanzielle Mittel aber auch von den Kommunen, über spezifische Länderprogramme und über Modellprogramme aus dem Kinder- und Jugendplan des Bundes. In den letzten Jahren gewannen auch Europäische Förderinstrumente, wie beispielsweise der Europäische Sozialfonds (ESF), immer mehr an Bedeutung.

## Zielgruppe
Zielgruppen der Jugendsozialarbeit sind sozial benachteiligte und individuell beeinträchtigte junge Menschen bis zum 27. Lebensjahr. Sozial benachteiligte Jugendliche sind Jugendliche, die aufgrund ihres familiären und sozialen Umfelds, ihrer ethnischen oder kulturellen Herkunft oder ihrer ökonomischen Situation Benachteiligungen erfahren haben, die ihnen die Integration in die Gesellschaft und den Übergang von der Schule in den Beruf erschweren. Individuell beeinträchtigt sind hingegen Jugendliche, die beispielsweise an Lernstörungen oder Lernbeeinträchtigungen leiden, die psychische oder physische Beeinträchtigungen haben, die drogenabhängig geworden sind oder bereits eine kriminelle Karriere hinter sich haben.
In diesem Sinne sind es vor allem folgende junge Menschen, die in Maßnahmen der Jugendsozialarbeit zu finden sind:
- Haupt- und Sonderschüler mit schlechtem oder fehlendem Abschluss,
- Schulabbrecher,
- Ausbildungsabbrecher,
- Jugendliche mit Sozialisationsdefiziten,
- Jugendliche aus dem Bereich der Erziehungshilfen,
- Jugendliche mit kriminellen Karrieren und Drogenerfahrungen,
- (lern)behinderte Jugendliche,
- Jugendliche mit Migrationshintergrund.

## Geschichte
Als der Zweite Weltkrieg im Mai 1945 zu Ende ging, waren Millionen von Menschen obdach- oder heimatlos geworden, waren verwitwet oder verwaist oder hatten ihr gesamtes Hab und Gut verloren. Diese Situation traf gerade junge Menschen besonders hart. Nach dem Zweiten Weltkrieg in den Jahren 1947/1948 waren mehr als 1,5 Millionen junge Menschen verwaist oder Halbwaisen, 2 Millionen junge Menschen ohne Heimat und rund 500.000 Jugendliche ohne Arbeit oder Ausbildung. Zudem stieg die Zahl der jungen Flüchtlinge aus der sowjetischen Besatzungszone in die westlichen Besatzungszonen an.
Vor diesem Hintergrund wurden schon frühzeitig Maßnahmen ergriffen, um die Not der Jugend zu lindern. Neben dem Aufbau von Jugend-, Sozial- und Arbeitsbehörden in Ländern und Gemeinden gründeten sich erste Jugendnotdienste – die heutigen Jugendmigrationsdienste –, die sich im Besonderen um arbeits-, berufs- und heimatlose Jugendliche kümmerten.
Der weitaus überwiegende Teil dieser Maßnahmen praktischer Jugendsozialarbeit in dieser Zeit wurde durch freie Träger unterschiedlicher weltanschaulicher und religiöser Zuordnung durchgeführt. Die Mehrzahl dieser Träger schloss sich in fünf Trägergruppen auf Bundesebene zusammen, die jeweils selber Arbeitsgemeinschaften sind. Dies sind die Evangelische Trägergruppe, die Katholische Trägergruppe, die Arbeiterwohlfahrt (AWO) oder auch Sozialistische Trägergruppe genannt, die Freie Trägergruppe (DRK, IB, DPWV) und die Kommunale, heute Örtlich-Regionale Trägergruppe (BAG ÖRT). Diese Trägergruppen gründeten im Mai 1949 die Bundesarbeitsgemeinschaft Jugendaufbauwerk (BAG JAW), die spätere Bundesarbeitsgemeinschaft Jugendsozialarbeit.
Handlungsleitend für die Gründung der BAG Jugendsozialarbeit war zum einen, sich untereinander Anregungen und Unterstützungen in allen die praktische Jugendsozialarbeit betreffenden Fragen zu geben. Zum anderen wurde es als notwendig angesehen, eine ständige Abstimmung der Maßnahmen zur Behebung der Not junger Menschen im Bund und in den Ländern herbeizuführen, sich gegenseitig über aktuelle Entwicklungen zu unterrichten und den zuständigen Behörden mit der Erfahrung der Träger bei der Erarbeitung von Hilfsangeboten für die Jugendlichen zur Verfügung zu stehen.
So bestanden die ersten Aufgaben der neu gegründeten BAG JAW unter anderem darin, eine Bestandsaufnahme sowohl der Probleme der Jugendlichen, als auch der bisherigen Hilfs- und Unterstützungsmaßnahmen durchzuführen, daraus konkrete Vorstellungen und Forderungen für eine bundesweite Jugendsozialarbeit abzuleiten und die Öffentlichkeit über das Ausmaß der Jugendnot zu informieren. Es galt außerdem, Finanzierungsquellen für die dringend benötigten Jugendwohnheime, Jugendgemeinschaftswerke und Jugendgilden zu erschließen.
In den folgenden Jahrzehnten entwickelten sich die Handlungsfelder der Jugendsozialarbeit stetig weiter. Die BAG Jugendsozialarbeit und die in ihr zusammengeschlossenen Trägergruppen waren maßgeblich daran beteiligt, dass sich die Jugendsozialarbeit insgesamt den jeweils aktuellen gesellschaftlichen Herausforderungen stellte und Ansätze entwickelte, die auf die tatsächlichen Bedürfnisse und Lebenslagen benachteiligter Jugendlicher reagierten.
In diesem Kontext wirkt die Jugendsozialarbeit vor allen Dingen im Schnittbereich von
- Jugendpolitik,
- Bildungspolitik,
- Arbeitsmarktpolitik und
- [Europäische Dimensionen von Jugendsozialarbeit].

### Jugendberufshilfe
Die Arbeitslosigkeit individuell beeinträchtigter und sozial benachteiligter Jugendlicher ist nach Beendigung der Schulzeit oftmals vorbestimmt. Für diese Zielgruppen unterhält Jugendberufshilfe daher umfangreiche und differenzierte Angebote zur beruflichen Orientierung und Qualifizierung dieser jungen Menschen durch Beratung, Förderung schulischer Abschlüsse, Berufsorientierung, Berufsvorbereitung, Berufsausbildung, berufliche Weiterbildung und Qualifizierung, Arbeitsvermittlung und Beschäftigung.
Die Angebote der Jugendberufshilfe erfordern spezifische und sozialpädagogisch besonders qualifizierte Hilfen, die dem erhöhten Bedarf an Förderung gerecht werden. Dazu entwickelte Jugendberufshilfe eigenständige Konzepte und spezifische Methoden wie individuelle Förderplanung, Kompetenzfeststellung, Bildungsbegleitung, Casemanagement und Berufs- und Lebensplanung. Wichtige Leitlinie der Jugendberufshilfe ist dabei die Kooperation mit den wichtigen Institutionen im Übergangsbereich von der Schule in den Beruf (Schulen, Arbeitsverwaltung, Betriebe, Einrichtungen der Jugendhilfe usw.).
Niedrigschwellige Angebote sind geeignet für junge Menschen im Vorfeld von Ausbildung, Qualifizierung und Beschäftigung, die auf den üblichen Wegen nicht mehr erreicht werden können. Sie verfolgen mit Beratung und Angeboten der Berufsorientierung (z. B. in Jugendwerkstätten) das Ziel, junge Menschen für eine berufliche Qualifizierung zu motivieren (Aktivierungshilfen).
Berufsvorbereitende Bildungsangebote haben das Ziel der Verbesserung der beruflichen Handlungsfähigkeit sowie der Erhöhung der Eingliederungschancen der Jugendlichen und jungen Erwachsenen in Ausbildung und Arbeit. Abgestimmt auf die unterschiedlichen Individuen und Zielgruppen werden vorhandene Kompetenzen gefördert und gegebenenfalls bestehende Defizite abgebaut. Ziel ist auch die Vermittlung von Grundfertigkeiten und -kenntnissen durch binnendifferenzierte und betriebsnahe Qualifizierungsangebote aus Teilgebieten anerkannter beruflicher Bildungsgänge in der Regel in handwerklichen Berufsfeldern. Die Vermittlung von fachpraktischen Fertigkeiten wird durch fachtheoretischen Unterricht ergänzt. Berufsvorbereitende Bildungsmaßnahmen (BvB) werden durch Fachkräfte der Jugendberufshilfe sozialpädagogisch begleitet. Soweit notwendig, kann im Rahmen der BvB der Hauptschulabschluss nachgeholt werden.
Ausbildungsbegleitende Hilfen unterstützen junge Menschen, die sich in einem anerkannten Ausbildungsberuf in betrieblicher Berufsausbildung befinden. Hierzu gehören Maßnahmen zum Abbau von Sprach- und Bildungsdefiziten, die zusätzliche Förderung der Fachpraxis und Fachtheorie und die sozialpädagogische Begleitung der Teilnehmer. Sie dienen auch der Vorbeugung gegen Ausbildungsabbrüche.
Für Jugendliche, die aus unterschiedlichen Gründen ihre Ausbildung nicht in einem Betrieb aufnehmen können, bieten die Träger der Jugendberufshilfe die Möglichkeit der beruflichen Ausbildung in einer außerbetrieblichen Einrichtung. Wichtiges Förderkonzept in außerbetrieblichen Einrichtungen ist die sozialpädagogische Orientierung der Berufsausbildung. Dieses Konzept sieht eine Förderung nach dem „Kompetenzansatz“ vor und legt besonderen Wert auf eine lernunterstützende Methodik und Didaktik, die praktische Ausbildung und fachtheoretisches Lernen verknüpft mit Stützunterricht, Angeboten zur Persönlichkeitsentwicklung und mit sozialpädagogischer Hilfe.

#### Nachbetreuung
Relativ häufig werden Ausbildungen vor dem Abschluss abgebrochen. Bei Jugendlichen, die ihre Ausbildung erfolgreich abgeschlossen haben, besteht die Gefahr, dass sie von ihrem Arbeitgeber nicht übernommen werden und dass sie auch anderweitig keinen Arbeitsplatz finden. Um diese Übergangszeiten zu überbrücken, bietet die Jugendberufshilfe die Möglichkeit, ausbildungsbegleitende Hilfen bis zur Aufnahme einer weiteren Ausbildung oder bis zur Aufnahme eines Arbeitsverhältnisses fortzusetzen. Dies gilt auch für Unterstützungsmaßnahmen, die zur Festigung eines Arbeitsverhältnisses erforderlich sind (Übergangshilfen).

#### Weitere Angebote
Berufsvorbereitende Bildungsmaßnahmen, ausbildungsbegleitende Hilfen und sozialpädagogisch orientierte, außerbetriebliche Ausbildung stellen den Kernbereich der beruflichen Benachteiligtenförderung in der Jugendberufshilfe dar. Darüber hinaus gibt es ein breites Spektrum an konkreten Hilfen für den Weg junger Menschen in Beruf und Arbeit wie Jugendberatungsstellen, Job- und Arbeitsvermittlung oder Jugendwerkstätten. Andere Instrumente sind sozialpädagogisch begleitete Praktika in Betrieben (Einstiegsqualifizierung Jugendlicher) und qualifizierende Beschäftigungsangebote (seit 2005 Arbeitsgelegenheiten nach SGB II). Um für arbeitslose junge Menschen mit abgeschlossener Berufsausbildung Unterstützung beim Übergang in das Berufsleben zu geben, werden weiterqualifizierende Beschäftigungsprojekte oder spezielle Jugendberufshilfebetriebe bereitgestellt in Verbindung mit Vermittlungs- und Trainingsmaßnahmen.

### Migration/Integration (Jugendmigrationsarbeit)
Jugendliche mit Migrationshintergrund (junge Aussiedler, Ausländer und Flüchtlinge) leben aus sehr unterschiedlichen Gründen in Deutschland. Zum Teil wurden sie bereits hier geboren. Viele von ihnen sind aber auch zugewandert oder aus ihrem Heimatland vertrieben worden bzw. geflohen. Sie kommen aus vielen unterschiedlichen Ländern, sprechen unterschiedliche Sprachen, haben unterschiedliche Schulbildungen oder berufliche Ausbildungen und leben in ganz unterschiedlichen sozialen Bezügen. Ihr Anteil beträgt mehr als 15 Prozent an allen Jugendlichen in Deutschland und wird in den kommenden Jahren noch weiter wachsen.
Wenn zugewanderte Jugendliche in Deutschland beruflich und sozial Fuß fassen sollen, müssen ihnen besondere Hilfen und individuelle Unterstützungsangebote vor Ort zur Verfügung stehen, die die migrationsbedingten Probleme und Nachteile dieser jungen Menschen auszugleichen helfen. Die in der BAG Jugendsozialarbeit zusammengeschlossenen freien Träger der Jugendsozialarbeit bieten daher neben Angeboten der Jugendberufshilfe, der Schulsozialarbeit und des Jugendwohnens individuelle jugendspezifische Integrationshilfen an, die die Jugendlichen auf ihrem Weg in die deutsche Gesellschaft unterstützen und fördern.
Integration nach dem Verständnis der Jugendsozialarbeit ist eine dauerhafte politische und gesellschaftliche Aufgabe, die alle im Land lebenden Menschen betrifft. Integrationsförderung soll den Zuwanderern eine gleichberechtigte Teilhabe am wirtschaftlichen, gesellschaftlichen, politischen und kulturellen Leben ermöglichen und für Toleranz, Akzeptanz und wechselseitigen Respekt zwischen den Bevölkerungsgruppen werben.
Eine besondere Rolle bei der Integration junger Menschen nehmen die Jugendmigrationsdienste in Trägerschaft der freien Träger der Jugendsozialarbeit ein. Schwerpunkte ihrer Arbeit sind:
- vorrangig die individuelle Begleitung der nicht mehr schulpflichtigen jungen Neuzuwanderer im Wege des Case Management vor, während und nach den Integrationskursen,
- Beratung junger Menschen mit Migrationshintergrund, die wegen integrationsbedingter Probleme oder Krisensituation einer besonderen Förderung bedürfen,
- Förderung durch Gruppenangebote für junge Neuzuwanderer sowie für junge Menschen mit Migrationshintergrund,
- Vermittlung in weiterführende Angebote im örtlichen Netzwerk,
- Mitarbeit und Weiterentwicklung örtlicher Netzwerke,
- Initiierung und Management von anderweitig geförderten Integrationsangeboten,
- Initiierung und Begleitung der interkulturellen Öffnung von Diensten und Einrichtungen in öffentlicher und freier Trägerschaft sowie der Netzwerkpartner.

Um vor allem Jugendlichen vor Augen zu führen, in welcher Situation sich junge Menschen mit Migrationshintergrund befinden, welche Erfahrungen, welche Kompetenzen sie mitbringen, was an Neuem in Deutschland auf sie zukommt, welchen Herausforderungen in sprachlicher, schulischer, beruflicher Hinsicht sie sich stellen müssen, hat die BAG Jugendsozialarbeit die Wanderausstellung „anders? - cool“ konzipiert, die bei der BAG Jugendsozialarbeit kostenlos ausgeliehen werden kann. Dieses Angebot wird bereits seit 2000 rege genutzt.

### Jugendwohnen
Jugendwohnen im Rahmen von Jugendsozialarbeit – das sind verschiedene Formen der berufsbedingten Unterbringung junger Menschen außerhalb ihres Elternhauses, die mit einer sozialpädagogischen Begleitung verbunden sind. Zielgruppen von Jugendwohnen sind nicht ausschließlich individuell beeinträchtigte und sozial benachteiligte Jugendliche, sondern alle jungen Menschen, die während ihrer schulischen oder beruflichen Bildungsmaßnahmen Unterkunft in sozialpädagogischen Wohnformen benötigen. Jugendliche erhalten somit die Möglichkeit, selbständig zu werden, das Leben mit anderen Menschen zu üben und den Alltag zu meistern.
Angebotsformen des Jugendwohnens sind im Wesentlichen:
- sozialpädagogisch begleitete Jugendwohnheime,
- sozialpädagogisch begleitete Wohngemeinschaften,
- Außenwohngruppen,
- sozialpädagogisch begleitetes Einzelwohnen (z. B. Krisenwohnen, Wohnen für junge Mütter etc.).

Auf Initiative von Einrichtungen haben sich die BAG Jugendsozialarbeit und ihre Trägergruppen dazu entschlossen, aktiv die Zukunft des Jugendwohnens mit zu gestalten. Mit dem Projekt „Auswärts Zuhause“ sollen neue Ideen für Strategien, Finanzierung, Außendarstellung, Vernetzung und politische Interessenvertretung unterstützt werden.

### Geschlechtsspezifische Arbeit / Gender-Mainstreaming
Die Erkenntnis, dass gerade Mädchen und junge Frauen oftmals aufgrund ihres Geschlechts beim Übergang von der Schule in eine Ausbildung oder einen Beruf besonders benachteiligt sind, hat bereits in den 70er Jahren im Zuge der Frauenbewegung zu der Entwicklung spezifischer Ansätze einer Mädchensozialarbeit geführt. Mädchensozialarbeit ist heute eine Querschnittsaufgabe, die eigenständige geschlechtsspezifische Hilfen anbietet, in den Angeboten und Maßnahmen weibliche Stärken und Lebenskonzepte berücksichtigt und (gesellschaftliche) Benachteiligungen von Mädchen und jungen Frauen abzubauen versucht. Daneben existieren mittlerweile auch eigenständige geschlechtsspezifische Angebote für Jungen und jungen Männer, wenngleich deren Zahl deutlich geringer ist als die der mädchenspezifischen Angebote.
Neben der geschlechtsspezifischen Jugendsozialarbeit hat sich in den vergangenen Jahren ein weiteres geschlechterpolitisches Prinzip entwickelt: Gender-Mainstreaming. Mit dieser Strategie, die erstmals im Rahmen der 3. Weltfrauenkonferenz der Vereinten Nationen 1985 in Nairobi erwähnt und vorgestellt wurde, soll die Geschlechterperspektive grundsätzlich in alle Entscheidungen und Handlungsweisen auf allen Ebenen installiert und eine tatsächliche Geschlechtergerechtigkeit verwirklicht werden.
Da seit Januar 2001 Gender-Mainstreaming als Leitprinzip in den Richtlinien zum Kinder- und Jugendplan verpflichtend vorgegeben ist, sind alle Träger der Jugendhilfe – somit auch die Träger der Jugendsozialarbeit – aufgefordert, Gender-Mainstreaming durchgängig in allen Ebenen ihrer Organisation zu implementieren. Bei allen Tätigkeiten ist in jedem Stadium nunmehr auch die Geschlechterperspektive einzubeziehen.
Da Gender-Mainstreaming immer explizit beide Geschlechter im Blick hat, werden hierdurch die bestehenden geschlechtsspezifischen Strategien und Ansätze nicht aufgehoben, sondern im Sinne einer Doppelstrategie zur Erlangung von Geschlechtergerechtigkeit weiterhin verfolgt.

### Aufsuchende Jugendsozialarbeit
Aufsuchende Jugendsozialarbeit orientiert sich wie auch Streetwork und Mobile Jugendarbeit an niedrigschwelligen Konzepten sozialer Arbeit. Dies bedeutet, dass die Angebote (z. B. Einzelberatung, Gruppenarbeit, Projektarbeit und Stadtteilarbeit) an den Lebenswelten der betreffenden Jugendlichen orientiert sind. Aufsuchende Jugendsozialarbeit wartet nicht auf die Jugendlichen, bis diese von selber den Weg in die Einrichtungen finden, sondern sucht sie vielmehr dort auf, wo sie sich aufhalten. Im Unterschied zu Mobiler Jugendarbeit und Streetwork ist die Zielsetzung der aufsuchenden Jugendsozialarbeit jedoch etwas näher festgelegt und bezieht sich auf die Grundintention des § 13 SGB VIII, nämlich auf die berufliche und soziale Integration sozial benachteiligter und individuell beeinträchtigter junger Menschen. Der Fokus der Hilfeleistungen von aufsuchender Jugendsozialarbeit ist von daher mehr auf den berufsbezogenen Auftrag der Jugendsozialarbeit ausgerichtet.

### Mobile Jugendarbeit
Mobile Jugendarbeit/Streetwork ist ein anwaltschaftliches, parteiliches, lebenswelt- und adressatenorientiertes Arbeitsfeld der Jugendhilfe, welches unterschiedliche Handlungsansätze und -prinzipien der Sozialarbeit, nämlich Aufsuchende Arbeit (Streetwork), Einzelfallhilfe, Gruppenarbeit und Gemeinwesenarbeit/Sozialraumorientierung, in einem sozialpädagogischen Handlungskonzept vereint. Mobile Jugendarbeit/Streetwork umfasst sowohl Leistungen der Jugendarbeit als auch der Jugendsozialarbeit. Sie ist damit die Schnittstelle zwischen § 11 und § 13 SGB VIII. Sie ist ein lebenswelt- und adressatenorientiertes Angebot der Jugendarbeit nach § 11 SGB VIII mit dem Schwerpunkt präventiver, alltagsorientierter Beratung (§ 11 Abs. 3 Nr. 6 SGB VIII) in Verbindung mit Angeboten, die sich auf Entwicklungsaufgaben und -probleme beziehen, die junge Menschen in Familie, Schule und Arbeitswelt zu bewältigen haben. Ferner ist Mobile Jugendarbeit/Streetwork eine Form der Jugendsozialarbeit gemäß § 13 SGB VIII zur sozialen Integration junger Menschen, die zum Ausgleich sozialer Benachteiligungen oder zur Überwindung individueller Beeinträchtigungen in erhöhtem Maße auf Unterstützung angewiesen sind.

### Schulsozialarbeit
Schulsozialarbeit hat die Aufgabe, gemeinsam mit allen anderen Akteuren im Umfeld Schule (Lehrer, Schüler, Eltern) Schule insgesamt als positive Lebenswelt für junge Menschen zu gestalten und im Rahmen von schul- bzw. schülerbezogener Jugendsozialarbeit für benachteiligte junge Menschen den Übergang von der Schule in die Berufsausbildung zu begleiten. In diesem Zusammenhang tritt Schulsozialarbeit in den letzten Jahren vermehrt als Krisenmanager bei Schulverweigerung und Schulmüdigkeit auf.
Angebote von Schulsozialarbeit sind unter anderem:
- Hausaufgabenbetreuung, Nachmittagsangebote
- Beratung, berufliche Lebenswegplanung
- Praktikumsbegleitung, Lehrstellensuche
- schulpflichterfüllende Werkstattangebote
- Soziales Lernen
- Lernen lernen
- Arbeit mit Schulverweigerern und Schulschwänzern

Zielsetzungen der Schulsozialarbeit sind:
- Förderung von schulrelevantem Sozialverhalten und sozialen Kompetenzen von Schülern
- Begrenzung sozialer Auffälligkeiten in der Schule
- Gestaltung eines lernfördernden Schulklimas
- Moderation zwischen Schule und Eltern
- Beratung und Unterstützung der Lehrer im Hinblick auf den sozialpädagogischen Auftrag der Schule
- Im Sinne der Prävention bezieht Schulsozialarbeit in ihre Angebote auch Schüler mit ein, die nicht als problematisch gelten

Die Leistungsbereiche:
- Offene Angebote
- Sozialpädagogische Leistungen in Klassen und Gruppen
- Sozialpädagogische Angebote im Rahmen der Ganztagesbetreuung
- Sozialpädagogische Einzelfallhilfen
- Leistungen in der Kooperation mit Eltern
- Leistungen der Kooperation mit der Schule – Lehrerkollegien
- Leistungen der Kooperation mit Institutionen, Vereinen, offener Jugendarbeit, Kirche und Personen in der Stadt

Elemente zur Qualitätssicherung:
- Die Qualifikation der Schulsozialarbeiter
- Die Qualität und der Umfang einer Fachberatung
- Die Qualität einer fachlichen Fort- und Weiterbildung
- Dokumentation
- Beirat (Gremium aus Vertretern der Stadt, der Schule, der Eltern, des Kreisjugendamtes, des staatlichen Schulamtes, sowie des Trägers der Schulsozialarbeit)
- Die personelle und sachliche Ausstattung vor Ort
- Die Finanzierungsvereinbarung

### Europäische Dimensionen von Jugendsozialarbeit
Im Mittelpunkt des Europäischen Rates zu Beschäftigung und Innovation in Lissabon im März 2000 stand die Thematik „Beschäftigung, Wirtschaftsreformen und sozialer Zusammenhalt - Für ein Europa der Innovation und des Wissens“. Die Mitgliedstaaten einigten sich auf das strategische Ziel, die EU bis zum Jahr 2010 zum weltweit dynamischsten und wettbewerbsfähigsten, auf Innovation und Wissen gegründeten Wirtschaftsraum zu machen. Eines der Hauptziele der sogenannten „Lissabon-Strategie“, die durch die Beschlüsse des Europäischen Rats von Stockholm im März 2001 ergänzt wurden, ist eine deutliche Erhöhung der Beschäftigungsquote in der Europäischen Union.
Eine solche Politik bedarf auch der flankierenden Unterstützung durch eine gemeinsame europäische Sozialpolitik. Die Bereiche Beschäftigung, Soziales und Bildung haben bereits Eingang in die europäische Politik gefunden. Dies manifestiert sich unter anderem in der Gründung der beiden Generaldirektionen „Beschäftigung und Soziales“ und „Bildung und Kultur“.
Immer mehr jugendspezifische Förderprogramme, z. B. das Programm JUGEND der EU-Kommission, schaffen die Möglichkeit, die Chancen der politischen und gesellschaftlichen Teilhabe von benachteiligten Jugendlichen in den europäischen Ländern zu fördern.
Die Rolle der Jugendsozialarbeit auf europäischer Ebene ist es, sich im Verbund mit anderen sozialen Organisationen aus allen EU-Mitgliedsstaaten als Anwalt für die benachteiligten Jugendlichen über aktuelle Problemlagen und Lösungsmöglichkeiten (best practice) auszutauschen, die gegenwärtigen Diskussionen und Prozesse auf europäischer Ebene um beispielsweise Partizipation, Lebenslanges Lernen etc. im Rahmen der Offenen Methode der Koordinierung zu begleiten und an der Überwindung sozialer Ausgrenzung zu beteiligen.
Zu verweisen ist hier auf das Y.E.S.-Forum (Youth and European Social Work). Aufgabe des Y.E.S. Forum ist es, die Lobbyarbeit und Interessenvertretung für „benachteiligte“ Jugendliche auf europäischer Ebene aufzubauen, systematisch die Netzwerkarbeit und operationelle (Projekt-)Aktivitäten zu entwickeln und durchzuführen sowie die „benachteiligten“ Jugendlichen auf die Kommunikationsplattform und in die strukturellen und operativen Aktivitäten einzubeziehen.

## Deutsches Forum Jugendsozialarbeit
Das Deutsche Forum Jugendsozialarbeit wurde im Oktober 2004 von der Mitgliederversammlung der BAG Jugendsozialarbeit gegründet. Hauptanliegen des Forums ist es, den gesamtgesellschaftlichen Diskurs zu den Bedürfnissen und Problemlagen benachteiligter Jugendlicher und zum Handlungsfeld Jugendsozialarbeit mit allen gesellschaftlich relevanten Akteuren zu initiieren und zu fördern.
Das Forum richtet sich dazu in erster Linie an Vertreter aus Wirtschaft und Verbänden, Politik, Gewerkschaften, Kirchen, Wissenschaft und anderen Handlungsfeldern der Jugendhilfe. In Workshops, Gesprächsforen, Strategiegesprächen und Konferenzen, die unter dem Dach des Deutschen Forums Jugendsozialarbeit jeweils von der BAG Jugendsozialarbeit und der in ihr zusammengeschlossenen Mitgliedsorganisationen durchgeführt werden, soll der Informationsaustausch zwischen allen Beteiligten gefördert, ein offener Diskurs geführt und ein Meinungsbildungsprozess in Gang gesetzt werden. Dadurch soll auch erreicht werden, dass Jugendliche und ihre Bedürfnisse in der Gesellschaft wieder wahrgenommen werden und eine Lobby erhalten. Hauptziel aller Tätigkeiten des Deutschen Forums Jugendsozialarbeit wird deshalb sein, die Öffentlichkeit für die Belange benachteiligter Jugendlicher zu sensibilisieren, darüber zu informieren und gemeinsam Lösungswege dafür zu suchen, wie auch in Zukunft für benachteiligte Jugendliche die Integration in die Gesellschaft gelingen kann.